# Ira Yan
Ira Yan (en cirílico ruso:И́ра Ян, en hebreo: אירה יאן) cuyo nombre completo era Ester Yoselévich Slepian (Эсфи́рь Иосиле́вич Слепя́н/אסתר יוֹסֶלביץ' סלֶפּיַאן, Chisináu, Imperio Ruso, 22 de enero jul./2 de febrero greg. 1869-Tel Aviv, Administración del Territorio Enemigo Ocupado, 24 de abril de 1919) fue una pintora y escritora judía fundadora de la Escuela Hebrea Rehaviah. Fue miembro también de la Academia de artes y diseño Bezalel.

## Biografía
Era la pequeña de los tres hijos de una familia haskalá rusa, su padre, Yosif (Osip) Yoselévich, era un influyente abogado.
Al reconocer su talento, su padre la matriculó Escuela de Pintura, Escultura y Arquitectura de Moscú. Tras completar sus estudios en esta institución, fue a esudiar a París, donde su hermano Shimon estudiaba medicina.
A su regreso a Chisináu, se relacionó con miembros del Partido Social-Revolucionario, con uno de ellos, el estudiante de bacteoriología Dmitri Slepian (Дмитрия Слепяна), se casó y tuvo a su hija Elena (Елены)
El que más tarde reconocería Israel como poeta nacional Jaim Najman Biálik fue enviado Chisináu tras el pogromo de Kishinev para entrevistar a sus sobrevivientes y hacer un informe. Entonces lo conoció, se enamoró de él y dejó a su marido y los círculos revolucionarios. Su relación fue muy intensa. Bialik también estaba casado, pero descorazonado por no tener hijos. Ocultó su relación y cortó su relación con ella cuando Ira fue a Israel, el poeta no pisó Israel hasta que ella falleció. Se cree que le escribió dos poemas: "Me abandonas" (״הולכת את מעמי״) y "A tu senda secreta" (״לנתיבך הנעלם״)
En 1906, Ira emigró a Palestina con su hija y en 1908 se asentó en Jerusalén donde se asoció con el grupo de artistas autoproclamado "Nueva Jeruslén" fundado por Boris Schatz al que había conocido en París. Allí vivió en una especie de comuna con Rachel Yanait Ben-Zvi y Yitzjak Ben-Zvi, entre otros. Inauguraron un centro educativo y en esa época tradujo obras de Bialik y publicó escritos en el periódico HaZvi de Eliezer Ben Yehuda.
Al estallar la Primera Guerra Mundial, gran parte de su grupo artístico se mudó a Tel Aviv y vivieron en la Casa Adler. Allí tuvo, entre otros alumnos da Nahum Gutman. En 1917 la deportaron a Alejandría, donde vivió en la pobreza cuatro meses y contrajo la tuberculosis. Justo antes de irse, escondió sus obras en la Jewish Colonization Association, pero finalmente supo que se perdieron al volver a Tel Aviv.